# Atilia
La lex Atilia va ser una llei romana que regulava la manca de tutor testamentari: en aquest cas el pretor urbà assistit pels tribuns de la plebs, havia de nomenar un tutor.
Es va establir l'any 443 de la fundació de Roma (311 aC) per una rogatio del tribú de la plebs Luci Atili. Sota l'emperador Claudi la potestat de nomenar tutors va passar als cònsols i sota Marc Aureli a uns pretors especials anomenats pretors tutelars. A les províncies el nomenament era fet pels governadors d'acord amb la llei Julia et Titia.